# Open Whisper Systems
Open Whisper Systems（簡稱OWS）是一個非營利軟件開發團體，由莫克西·馬林斯佩克在2013年創辦。他們主要專注在研發Signal通信協議及維護相關的加密即時通訊軟件Signal。OWS團體依靠捐款及資助營運，其產品皆為自由軟件。